# Isaías de Noronha (rebocador)
Rb Isaias de Noronha é um rebocador de porto operado pela Marinha do Brasil pertencente a classe Isaias de Noronha, sendo o navio líder de sua classe.

## História
O rebocador foi construído em aço, tem como características a inclusão de casaria, chaminés e porta estanques. Possui um motor a diesel que desenvolve 1 mil HP de potência.
O nome do navio é uma homenagem ao almirante José Isaías de Noronha, que foi Ministro da Marinha do Brasil e fez parte da Junta Governativa Provisória de 1930.

## Serviços
O rebocador foi construído no Brasil e a sua incorporação aconteceu em 1972. A embarcação atende a região do Rio de Janeiro, mas também é utilizado na Base Naval de Aratu,  onde auxilia nas manobras de atracação e desatracação no cais Alfa, Bravo e Pier, serviço de docagem e desdocagem no Sistema de Elevador de Navios (SELENA).